# Carmélia Alves
Carmélia Alves (14 de febrero de 1923 – 3 de noviembre de 2012) fue una cantante brasileña, conocida como la "Reina de Baião" por ser una de las cantantes más populares del género conocido como baião, un ritmo muy popular en el nororiente de Brasil.
Alves empezó su carrera presentándose de manera constante en el Hotel Copacabana en Río de Janeiro, donde interpretaba versiones de las canciones de Carmen Miranda. Sin embargo, Alves dedicó su carrera al baião. Su amigo, el acordeonista Luiz Gonzaga, la convenció de llevar su carrera al noroeste brasileño.
Fue esposa del músico Jimmy Lester, fallecido en 1998. No tuvieron hijos. Alves y Lester tocaron juntos en muchas partes del mundo, visitando países como Argentina, Alemania y México. La discográfica Continental abrió una sede en Buenos Aires debido al gran impacto que la música de Alves generó en Argentina.

## Fallecimiento
Alves murió de cáncer en el Hospital Jacarepagua en Río de Janeiro el 3 de noviembre de 2012, a los 89 años.